# Ernst Rifgatowitsch Muldaschew

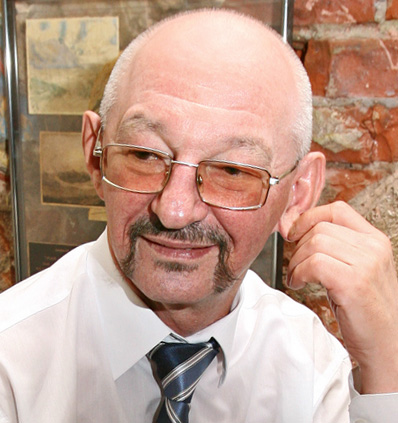
Ernst Rifgatowitsch Muldaschew, 2020

Ernst Rifgatowitsch Muldaschew (baschkirisch Мулдашев, Эрнст Рифғәт улы Ernest Muldaşev Rifqat ulı, russisch Эрнст Рифгатович Мулдашев Ėrnst Rifgatovič Muldašev; * 1. Januar 1948 in Sermenewo, Rajon Belorezk, Baschkortostan) ist russischer Augenchirurg und Esoteriker.

## Leben
Als Augenchirurg ist er Leiter des Gesamtrussischen Zentrums für Augen- und Plastische Chirurgie (Всероссийского центра глазной и пластической хирургии) in Ufa. Bekannt wurde er durch seine Behauptung, als erster Chirurg ein menschliches Auge transplantiert zu haben, was es dem Patienten ermöglichte, Licht und grobe Umrisse zu erkennen. Dabei wurden Cornea und Netzhaut zusammen transplantiert; das restliche Auge soll mittels des sogenannten Alloplants, einem in seiner Klinik entwickelten Biomaterial, neugewachsen sein. 
Die Proklamation der Operation stieß auf massive Kritik in Fachkreisen. Es wird sowohl die Wirksamkeit des Alloplants als auch die Möglichkeit einer gleichzeitigen Transplantation von Cornea und Netzhaut bestritten.
Bekannt wurde Muldaschew zudem durch sein Buch Das dritte Auge, in dem er ungewöhnliche Theorien zu der Entstehungsgeschichte der Menschheit aufstellt. Diese Theorie baut er vor allem auf tibetanische Mythologie auf, wegen der er mindestens eine ausgedehnte Forschungsreise unternahm.

## Werke
- Das dritte Auge und der Ursprung der Menschheit. Spektakuläre Erkenntnisse zur Herkunft unserer Zivilisation, ISBN 3-9807507-0-1
- В поисках Города Богов (in russischer Sprache, 4 Bände: ISBN 5-7654-3535-1, ISBN 5-7654-3020-1, ISBN 5-7654-3334-0, ISBN 5-7654-4080-0)